# Колумбия (командный модуль)
Командный модуль «Колумбия» (CM-107) — командный модуль, использовавшийся во время миссии «Аполлон-11», при первой высадке людей на Луну, один из трёх модулей космического корабля «Аполлон» (два других — служебный модуль и лунный модуль, который в этом полёте имел собственное имя «Орёл»). В командном модуле размещались все три члена экипажа «Аполлона-11»  на протяжении большей части полёта (за исключением высадки Армстронга и Олдрина на лунном модуле). Командный модуль — единственная часть «Аполлона», предназначенная для возвращения Землю.

## Название
Название «Колумбия» впервые предложил Майклу Коллинзу Джулиан Шир, помощник администратора НАСА по связям с общественностью во время программы «Аполлон». Коллинз сначала подумал, что это будет звучать «слегка вычурно», но в конечном итоге название прижилось, поскольку он не смог придумать альтернативы получше, а его товарищи по команде Базз Олдрин и Нил Армстронг не возражали.  Коллинз также склонялся к этому названию из-за его сходства с «Колумбиядой», названием космической пушки в научно-фантастическом романе Жюля Верна 1865 года «С Земли на Луну» . 

## После миссии
После миссии и тура по городам США, в 1971 году  «Колумбия»  была передана Смитсоновскому институту.  Он был назван «вехой в сфере полетов» и выставлен на обозрение в Национальном музее воздухоплавания и астронавтики в Вашингтоне, рядом с самолетом Wright Flyer .  
В июле 2016 года Смитсоновский институт опубликовал 3D-скан Колумбии.   В процессе сканирования были обнаружены надписи, оставленные астронавтами на стенах внутри капсулы  Среди них был календарь и предупреждение о отходах на одном из шкафчиков. 
В 2019 году в честь 50-летия посадки Аполлона-11 модуль отправили в тур по музеям страны, а именно: в Хьюстон, Сент-Луис, Питтсбург, Сиэтл и Цинциннати . 

В 2022 году «Колумбия» был снят с экспозиции в рамках реконструкции Национального музея воздухоплавания и астронавтики. Когда музей вновь открылся осенью 2022 года, он стал центральным экспонатом новой выставки «Пункт назначения — Луна». 
- Модуль «Колумбия» на новой выставке в Музее авиации и космонавтики в Вашингтоне, округ Колумбия.
- Интерьер командного модуля